# Микревска базилика
Микревската базилика или Долно Градище е раннохристиянска църква в развалини край светиврачкото село Микрево, България.

## Местоположение
Църквата е разположена на няколкостотин метра северно от късноантичната крепост Горно Градище, на 3 km северозападно от Микрево и югоизточно от Каменица. Комплексът заема площ от 0,3 ha на заравнена тераса в най-източните ридове на Малешевската планина, високо над западния бряг на Струма.

## История
Базиликата е открита през 1996 години и веднага са проведени археологически проучвания, които продължават няколко години под ръководството на Владимир Петков от Археологическия музей в Сандански с помощници Светла Петрова от Националния археологически институт с музей, С. Ценова, уредник музейната сбирка в Струмяни и А. Ковачев от Археологическия музей в Сандански. При разкопките е разкрита напълно стратиграфията на обекта, който е консервиран и са направени сондажни проучвания на съседната крепост.
При сондаж в южния кораб на църквата на 2 m дълбочина е открит културен пласт с керамика, датирана в желязната епоха. Базиликалният комплекс е изграден на три етапа в периода IV до VI в. Големите размери и стилът на храма водят до предположение, че той е епископски, и че това е била лятната резиденция на епископа на Партикополис. Комплексът е унищожен заедно с Партикополис при варварските нашествия в средата на VI век.

## Архитектура
Базиликата е трикорабна с неразчленен нартекс, презвитерий, кръщелня, екзонартекс, атрий и странични помещения. Изградена е от речни камъни, отчасти от тухли и архитектурни елементи втора употреба. Спойката е хоросан. Апсидата, с която завършва централният кораб на изток е полукръгла отвън и отвътре. В олтара пред апсидата е открита подова многоцветна мозайка с геометрични и растителни елементи, която отнесена за съхранение в Археологическия музей в Сандански. Кръщелнята (баптистерият) е залепена отвъд до северната стена на северния кораб, през който се влиза в нея. На изток тя също завършва с апсида. От нартекса, който е с дължина равна на ширината на храма, има входове и за трите кораба. За праг на широката врата към екзонартекса на запад са служили два масивни мраморни блока. Атрият на запад е правоъгълен с размери 9 на 5 m и вход от юг. В средата му има три зидани колони, които са крепели покрива. За база на дървена колона е използван мраморен надгробен стълб със седем реда надпис от късната римска епоха. Южната стена на двора достига 1,70 m височина и е най-добре запазената в комплекса.
.